# Bogna Krasnodębska-Gardowska
Bogna Krasnodębska-Gardowska (ur. 19 marca 1900 w Sosnowcu, zm. 20 listopada 1986 w Krakowie) – polska artystka plastyczka. Specjalizowała się w grafice warsztatowej (zwłaszcza drzeworycie) oraz rysunku.

## Życiorys
Urodziła się 19 marca 1900 w Sosnowcu, w rodzinie Aleksandra i Marii z Czajkowskich. Po ukończeniu w 1921 Państwowych Kursów Pedagogicznych dla Nauczycieli Rysunku w Warszawie, studiowała u prof. Władysława Skoczylasa w warszawskiej Szkole Sztuk Pięknych (1923–1930) oraz w Paryżu. Od 28 października 1926 była żoną prof. Ludwika Gardowskiego.
Nauczała w Szkole Rzemiosł i Sztuki Stosowanej w Warszawie (1933–1935). Była członkiem założycielem „Rytu” (1925–1939), członkiem rady Bloku Związku Zawodowych Polskich Artystów Plastyków oraz Związku Nauczycieli Rysunku. Za całokształt prac otrzymała medal złoty na międzynarodowej wystawie w Paryżu (1937). 
Po wojnie zamieszkała w 1947 w Krakowie, wykładała na Politechnice Krakowskiej (1948–1966). Należała do Grupy Dziewięciu Grafików (1947–1960). 
Zmarła 20 listopada 1986. Została pochowana na Cmentarzu Rakowickim w Krakowie (cmentarzu wojskowym przy ul. Prandoty w Krakowie, kwatera XCVI-2-14).

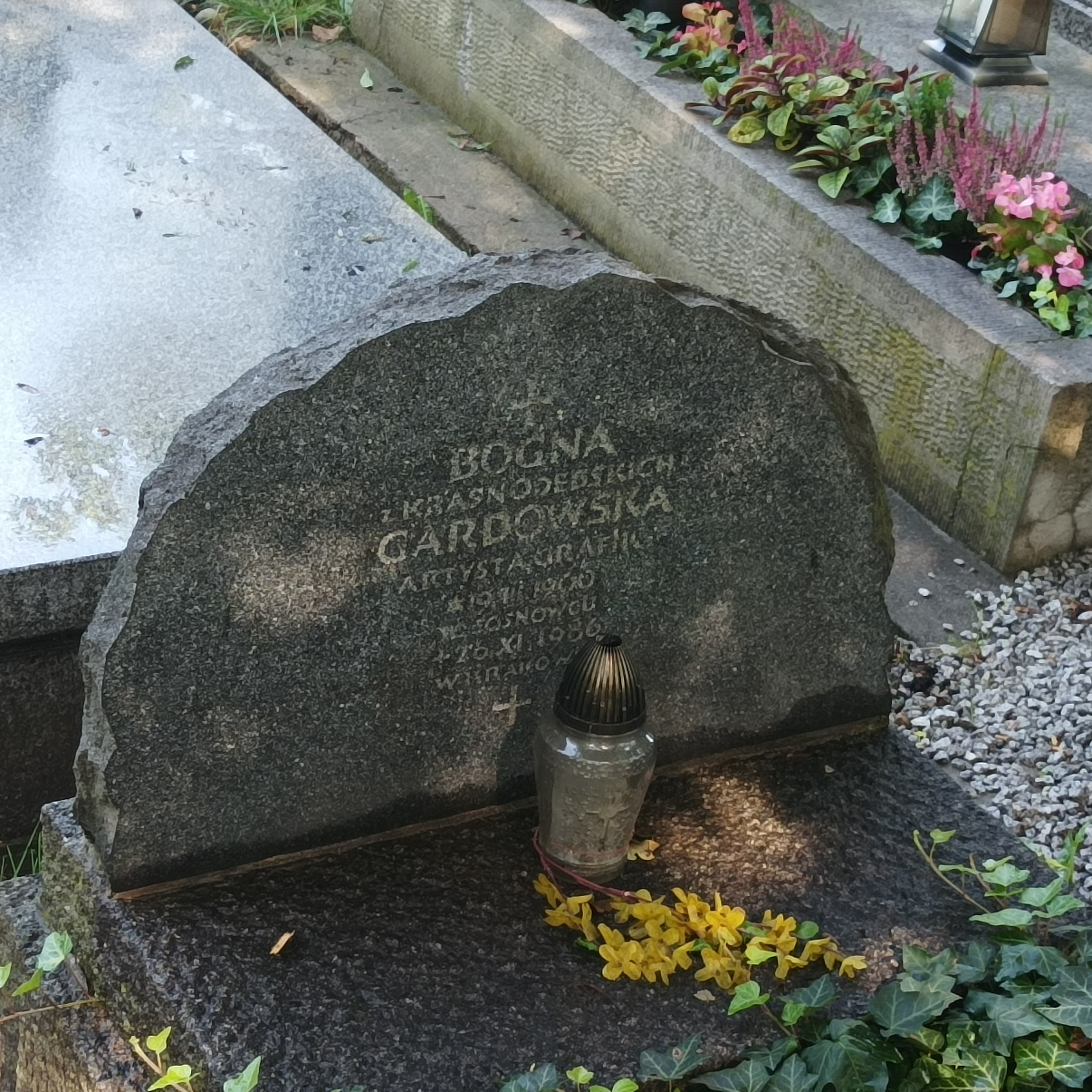
Grób Bogny Krasnodębskiej-Gardowskiej na cmentarzu wojskowym przy ul. Prandoty w Krakowie

## Odznaczenia
- Medal 10-lecia Polski Ludowej (28 lutego 1955)[3]